# Nestlé
Nestlé S.A. je najveći prehrambeni koncern na svijetu, i najveći švicarski industrijski proizvođač.

## Povijest
- 1866. Osnovao Henri Nestlé pod imenom "Farine Lactée Henri Nestlé S. A.".

### Nestlé Hrvatska
- Potkraj 2003. Nestlé osniva tvrtku Nestlé Adriatic d.o.o kao središnji ured za čitavu jugoistočnu Europu sa sjedištem u Zagrebu. Iako je Nestlé zastupljen u Hrvatskoj već od 1918. godine.

## Vanjske poveznice
|  | Zajednički poslužitelj ima još gradiva o temi Nestlé S.A. |

- http://www.nestle.com/